# Полончич, Грегор
Грегор Полончич (словен. Gregor Polončič; род. 5 февраля 1981, Любляна) — словенский хоккйный левый нападающий и тренер.

## Карьера

### Клубная
Карьеру игрока начал в составе «Марибора» в сезоне 1998/1999, следующий сезон провёл в столичной «Олимпии», играя в её втором составе. С ней выигрывал чемпионаты страны в сезонах 1999/2000, 2000/2001, 2001/2002 и 2003/2004 (в сезонах 2002/2003 и 2003/2004 отправлялся во вторую чешскую лигу в команды «Гавиржов» и «Оцеларжи» Тржинец). С сезона 2004/2005 выступал до конца карьеры за «Есенице» вместе с Лукой Жагаром, Юрием Голичичем и Петером Рожичем. В составе этого клуба выигрывал чемпионаты Словении в сезонах 2004/2005, 2005/2006, 2007/2008 и 2008/2009 (в сезоне 2006/2007 играл за «Славию» в финале чемпионата Словении против «Олимпии»). Карьеру завершил по окончании сезона 2008/2009 из-за отсутствия желания играть.

### В сборной
В сборной Словении сыграл 112 матчей, участвовал в восьми чемпионатах мира (из них в высшем дивизионе в 2002, 2003 и 2008 годы, пять остальных в Первом дивизионе), а также в квалификации на летние Олимпийские игры 2010 года.